# Tadeusz Konwicki

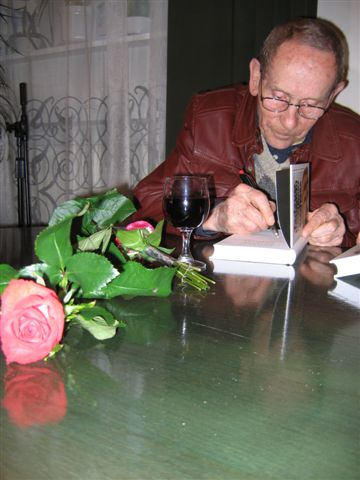
Tadeusz Konwicki, Varşovia (Polonia), 18 mai 2005

Tadeusz Konwicki (n. 22 iunie 1926, Naujoji Vilnia⁠(d), voievodatul Wilno⁠(d), Polonia – d. 7 ianuarie 2015, Varșovia, Polonia) a fost regizor și scriitor polonez. De asemenea, a fost membru al Consiliului Limbii Poloneze.